# Gustaf Ekwall
Gustaf Nicolaus Ekwall, född 28 maj 1858 i Fogdeholm, Lommaryds socken, död 22 maj 1920 i Alingsås, var en svensk medaljgravör.
Han var son till kronofogden Nils Fredrik Ekvall och Emelie Bernhardina Carolina Djurström samt gift första gången 1883 med Sofia Holm Peterson och från 1910 med Alma Cecilia Augusta Gustafsson. Han var bror till Emma, Knut och Hugo Ekwall.    
Ekwall arbetade först vid litografiska tryckerier i Jönköping och Norrköping innan han fick anställning i Göteborg 1881 där han var verksam som gravör fram till 1914. Han var främst gravör och graverade sina stampar efter andra konstnärers förlagor och merparten är tillkomna med anledning av olika utställningar. Bland Ekvalls mer kända arbeten märks en till formatet mycket liten medalj från 1884 med ett porträtt av kronprins Gustav. Ekwall flyttade 1914 till Alingsås och var bosatt där fram till sin död. Hans verkstad med utrustning ingår sedan 1937 i Göteborgs museums samlingar.
Gustaf Ekwall är begravd på Stadskyrkogården i Alingsås.